# Maximilian Folchert
Maximilian Henning Folchert (* 23. August 1993 in Lübeck) ist ein deutscher Handballtorwart. Er spielt in der Nordstaffel der 3. Bundesliga beim HSG Ostsee N/G.

## Karriere
Folchert begann beim TuS Lübeck 93 mit dem Handballspielen. Über die Stationen Lübeck 1876 und NTSV Strand 08 landete er in der Jugend des Zweitligisten VfL Bad Schwartau. Dort spielte er mit der A-Jugend in der Jugend-Bundesliga. Ab dem Sommer 2011 gehörte er außerdem dem Herrenkader an, wo er in der 2. Bundesliga eingesetzt wurde. Im Sommer 2013 wechselte Folchert dann zur HSG Konstanz in die 3. Bundesliga Süd. Nach zwei erfolgreichen Spielzeiten bei der HSG Konstanz wechselte Folchert im Sommer 2015 zum SV Anhalt Bernburg. Zur Saison 2018/19 wechselte er zum Drittligisten HSG Ostsee N/G. Nach der Saison 2024/25 wird er seine Karriere beenden.

## Privates
Nach dem Abschluss seines Abiturs 2012 in Lübeck begann Folchert eine Ausbildung zum Bankkaufmann, die er im Januar 2015 erfolgreich abschloss. Im Oktober 2015 begann Folchert ein Studium der Immobilienwirtschaft in Bernburg an der Hochschule Anhalt, welches er bereits vorzeitig im April 2018 erfolgreich abschließen konnte. Seit September 2018 studiert Folchert an der Fachhochschule Kiel Betriebswirtschaftslehre als Masterstudiengang.